# Taktischer Körper
Als taktischer Körper wird ein im taktischen Einsatz, insbesondere im Kampf selbst, als geschlossener Körper agierender Truppenverband bezeichnet. Dieses aus der frühen Antike stammende Konzept geht auf eine höchst wechselvolle Entwicklung zurück und erlebte in der Antike und der Frühen Neuzeit seine Höhepunkte. Taktische Körper im eigentlichen Sinne spielen heute keine Rolle mehr.

## Gestalt
Schon seit den ersten Konflikten zwischen Menschen und den ersten „Krieg“ zu nennenden Konflikten kämpfte man in Gruppen. Der taktische Körper zeichnet sich gegenüber dieser Kampfweise jedoch dadurch aus, dass die in ihn inkorporierten Kämpfer vollkommen in ihn integriert sind und nicht mehr zu unabhängigen Kampfhandlungen in der Lage sind (ohne dass dadurch der taktische Körper gesprengt wird). Im Kampf der taktischen Körper gegeneinander gibt es in gewisser Weise keine Einzelkämpfer, denn auch wenn jeder Soldat eine eigene Waffe hält und auch selbstständig zustößt oder pariert (im Feuergefecht der Linieninfanterie nicht einmal das), kann er keine selbstständigen Entscheidungen über seine Bewegungen und Kampfentscheidungen treffen. Im Gefecht handelt der gesamte taktische Körper als eine Einheit, als ein Körper.

### Abgrenzung von der taktischen Einheit oder Formation
Auch heute noch werden Gruppen von Einzelkräften gebildet, nicht nur bei der Infanterie, sondern in jeder Waffengattung. Diese „Einheiten“, was hier durchaus auch im Sinne von Truppenteil zu verstehen ist, werden zwar als geschlossene Formationen behandelt, es sollte aber nicht vermutet werden, es handele sich bei ihnen um taktische Körper. Sie können zwar administrativ und auch im Zuge der Gefechtsleitung als „Einheiten“ betrachtet werden, bilden aber in ihrer Kampfweise keinen Körper. Jeder taktische Körper ist zwar eine solche Formation, eine Gruppe von Soldaten wird aber erst dann zum taktischen Körper, wenn der einzelne Kämpfer in seiner Entscheidungsfreiheit entscheidend in ihm aufgeht.

### Vorteile
Gegenüber Gruppen von Einzelkämpfern und auch lockereren Formationen bieten taktische Körper zumindest im Zeitalter der Blankwaffen einige Vorteile:
Höhere WaffendichteDurch die enge Aufstellung der Kämpfer kommen mehr Waffen auf engeren Raum, dementsprechend kommen auch mehr Waffen zum Einsatz. Besonders bei der späten makedonischen, mit der Sarisse bewaffneten Phalanx, die diese Waffendichte durch die große Länge der Waffen (sechs Meter) auch noch weit vor die Kämpfer übertrug, entstand eine „Wand aus Speerspitzen“, die schier undurchdringlich war.
MassendruckDie wichtigste Rolle bei im Nahkampf kämpfenden taktischen Körpern spielt der Massendruck. Die eng beieinanderstehenden Kämpfer drücken sich gegenseitig in den Kampf, die hinteren Reihen die vorderen nach vorn und die vorderen Reihen ziehen sich selbst ebenfalls (um die Linie nicht aufreißen zu lassen muss jeder seinem Nebenmann folgen). Dichte taktische Körper walzten so weniger dichte Gegnerformationen buchstäblich nieder, „Phalanx“ (φἄλαγξ) heißt ursprünglich „Walze, Rolle“. Dieser Effekt spielte später auch bei den Gewalthaufen eine wichtige Rolle.
DefensiveigenschaftenTaktische Körper, besonders wenn sie tief genug stehen, können kaum durchbrochen werden, da für jeden Gefallenen ein neuer Kämpfer aus den hinteren Reihen des Körpers nachrückt. Das bedeutet auch, dass der Verlust einzelner Kämpfer verschmerzbar ist. Taktische Körper werden üblicherweise nicht gesprengt, sondern aufgezehrt. Wird der taktische Körper dennoch gesprengt, bedeutet das meist auch die Niederlage. In der Phalanx erhöht sich die Defensivstärke dadurch, dass die Kämpfer sich mit ihren Schilden gegenseitig decken.
AusbildungsaufwandDer einzelne Kämpfer in einem taktischen Körper muss kein überragender Fechter sein, sondern sich nur im Rahmen des gesamten Körpers bewegen und seine Waffe einsetzen, was umso einfacher wird, wenn die Waffe sehr lang ist.
Im Zeitalter der Feuerwaffen gingen praktisch alle der oben genannten Vorteile verloren. (siehe dazu unten)

## Geschichte

### Antike

#### Phalanx
Die ersten taktischen Körper waren mit großer Sicherheit die griechischen Phalangen. Eine wichtige Rolle in der Fähigkeit zur Entwicklung des taktischen Körpers spielte die Tatsache, dass die griechischen Poleis verschiedene Konzepte der Demokratie entwickelt hatten. Nur unter standesrechtlich gleichgestellten Kampfgenossen ist die revolutionäre Entwicklung des taktischen Körpers denkbar.
Innerhalb der Phalanx deckte jeder mit seinem Schild seinen Nebenmann, der so dicht bei ihm stand, dass er sich selbst nicht mehr frei bewegen konnte. Die Kämpfer in der Phalanx verzichten freiwillig auf ihre wichtigsten Überlebensgarantien und übertragen sie auf die Kampfgemeinschaft als Ganzes.
Die letzten makedonischen Phalangen waren mit so langen Sarissen ausgestattet, dass die einzelnen Kämpfer, insbesondere die, die nicht in den ersten Reihen standen, sie nicht mehr gezielt einsetzen konnten. Damit waren sie endgültig im taktischen Körper aufgegangen.

#### Manipel
Die römischen Manipel stellten dahin eine Abänderung des alten Konzepts dar, als dass ein Heer nun aus mehreren taktischen Körpern bestand, während in der klassischen Phalanx-Taktik alle Männer des Heeres einen einzigen Körper, eben die Phalanx, bildeten. Außerdem verschmolz erstmals administrative und taktische Korporierung in einer Form.

### Niedergang im Mittelalter
Das sich nach der Spätantike entwickelnde Rittertum des Mittelalters kannte keine taktischen Körper mehr. Ritter waren Einzelkämpfer. Das hängt mit dem Wandel der gesellschaftlichen Strukturen zusammen: Ritter waren Adelige; ihr Leben und Kampfgeschick in die Hände anderer zu legen war für sie undenkbar. Zwar kämpften mehrere Ritter zusammen in einer Gruppe, waren dann aber nicht mehr als eben eine Gruppe koordinierter Einzelkämpfer.
Eine andere wichtige Rolle in dieser Entwicklung spielte die Tatsache, dass „Ritter“ nun eben „Reiter“ waren. Kavallerie ist grundsätzlich nur begrenzt in der Lage, einen taktischen Körper zu bilden, da die Bewegungen der Streitrösser die benötigten engen Formationen verhindern und sich außerdem der wichtigste Vorteil des taktischen Körpers mit Blankwaffen, der Massendruck, aus ebendiesem Grund nicht einstellen kann. (siehe oben)

### Neuzeit

#### Gewalthaufen

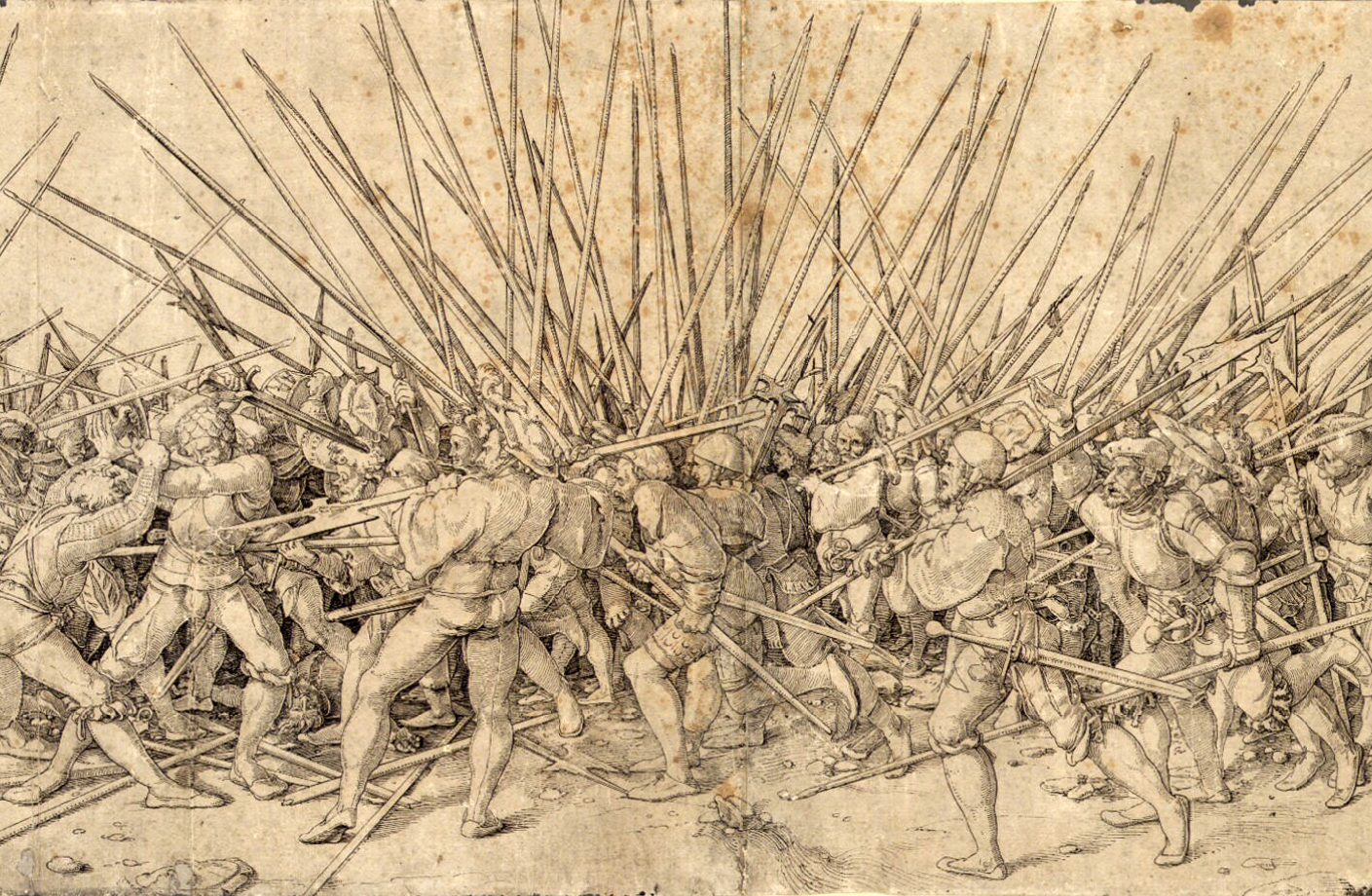
Landsknechte im Gefecht; Darstellung von Hans Holbein, man beachte die Enge des Kampfes

Als am Ende des Mittelalters das schweizerische Kriegswesen den Gewalthaufen hervorbrachte, war dies die Revolution, die das Ende des militärischen Rittertums bedeutete. Nicht die Feuerwaffe, sondern der taktische Körper besiegte den Ritter.
Der Schweizer Gewalthaufen, der sich später auf alle Söldnerarmeen verbreitete und auch von den Landsknechten genutzt wurde, stellte im Vergleich zu den geordneten Phalangen und Manipeln der Antike einen sehr primitiven taktischen Körper dar, drängten sich die Kämpfer doch einfach nur dicht zusammen. Ihre Langspieße jedoch, die die gleiche Idee wie die Sarisse verfolgen, machten die engen waffenstarrenden Menschenhaufen nahezu unangreifbar. Sie mit Kavallerie zu sprengen war unmöglich, auch heftiger Beschuss mit Kleinwaffen konnte sie kaum zerstreuen. Der Massendruck der Kämpfer kommt in dieser Formation dabei sogar noch besser zur Wirkung als in der klassischen Phalanx.
Bezeichnenderweise ging die Wiederentdeckung des taktischen Körpers mit einer Demokratisierung der Kämpfer einher. Ursprung des Gewalthaufens sind die schon früh zumindest teilweise demokratischen schweizerischen Städte, in denen sich die Bürger zum Kampf zusammenfanden, eine deutliche Parallele zur Entwicklung in der antiken Polis. Auch die Söldnerheere der Frühen Neuzeit sind geprägt durch eine innere Demokratie.

#### Linieninfanterie
In der zweiten Hälfte der Frühen Neuzeit erlebte der taktische Körper in den stehenden Heeren der europäischen Staaten eine Transformation. Das Konzept wurde auf die Linieninfanterie übertragen. Die war jedoch nun mit Feuerwaffen ausgerüstet.
Äußerlich hatte die Linieninfanterie alle Eigenschaften eines klassischen taktischen Körpers. Die Aufstellung der Soldaten war sehr eng, die Bewegungen wurden nur als Körper vollzogen, das Feuern mit dem Gewehr fand nur geschlossen statt. Alles geschah auf Befehl der kommandierenden Offiziere, der einzelne Soldat selbst hatte keine Entscheidungsfreiheit. Ihm wurde sogar das gezielte Schießen verboten, so dass er seine Waffe noch blinder einsetzte als der Nahkämpfer, der zumindest entschied, wohin er stieß.
Allerdings verlor der mit Feuerwaffen bewaffnete taktische Körper fast alle Vorteile des klassischen, mit Blankwaffen bewaffneten taktischen Körpers: (siehe oben)
MassendruckDer Massendruck war schlicht nicht mehr nötig, da die Formationen ja Distanzgefechte führten und sich dabei ganz im Gegensatz zu nach vorne drängenden Nahkämpfern nicht bewegen sollten. Die enge, tiefe Aufstellung, die früher so wichtig war, wurde nun unwichtig, ganz im Gegenteil, um wenigstens den Vorteil der hohen Zahl der gleichzeitig eingesetzten Waffen zu erhalten, wurden die taktischen Körper immer schmaler. Linieninfanterie war im 18. Jahrhundert typischerweise nur drei, teilweise sogar nur zwei Glieder tief aufgestellt.
DefensiveigenschaftenDiese dünne, langgezogene Aufstellung machte den die Defensivstärke steigernden Effekt des taktischen Körpers zunichte. Die dünnen Linien der Infanterie konnten nun im Nahkampf leicht durchbrochen werden, Kavallerie gewann wieder an Bedeutung, auch wenn sie aufgrund ihrer strukturellen Unfähigkeit, selbst taktische Körper zu bilden, weiterhin nur begrenzt effektiv gegen Infanterieformationen war. Insbesondere mit fortschreitender Entwicklung der Feuerwaffen wurde die enge Formation nun sogar zum Nachteil, da der Gegner viel leichter Treffer erzielen konnte.
AusbildungsaufwandIm Zuge der Entstehung der stehenden Heere wurde der Ausbildungsaufwand immer höher. Die Soldaten mussten für die komplexen Manöver, die in schmalen, langen Linearformationen nochmals schwerer auszuführen waren, gut gedrillt sein. Wichtiger als für die Manöverfähigkeit war der Drill jedoch, um die Soldaten der Befehlsgewalt ihrer Vorgesetzten zu unterwerfen. Die Soldaten sollten, auch um Desertion zu vermeiden, nur auf Befehl ihres Vorgesetzten handeln, dafür aber auch prompt und ohne zu überlegen. Die Linieninfanterie wurde wegen dieses hohen Ausbildungsaufwandes schließlich sogar fast zu teuer, um sie im Kampf zu „verbrauchen“, die Ermattungsstrategie der Frühen Neuzeit ist ein Symptom dieses Umstandes.
Als Reaktion auf diese Probleme entwickelte sich im nachrevolutionären Frankreich Ende des 18. Jahrhunderts die militärische Formation der Kolonne. Die Soldaten bildeten hier keine dünnen Linien, sondern Körper, die eher tief als breit waren. Hintergrund dieser Entwicklung war, dass die eilig und massenhaft ausgehobenen Rekruten des revolutionären Massenheers aufgrund ihrer kurzen und unzureichenden Ausbildung gar nicht in der Lage waren, die nötigen Manöver der Linieninfanterie auszuführen. Das Massenheer, heute am ehesten mit Napoléon I. verbunden, erlangte in der Kolonne nicht nur den Vorteil des geringen Ausbildungsaufwandes zurück, sondern verbesserte mit diesem taktischen Körper auch entscheidend die Defensivfähigkeiten, denn die massiven Kolonnen waren gerade gegen Kavallerieangriffe, aber auch gegen Beschuss, weitaus unempfindlicher als die filigranen Linien.

### Auflösung des taktischen Körpers
Letztendlich war es die stetige Verbesserung der Feuerwaffen, insbesondere die Erhöhung der Feuergeschwindigkeit, die das Konzept des taktischen Körpers endgültig aus dem militärischen Einsatz verdrängte. Schon die Einführung der ersten Hinterladergewehre, verbunden mit der stetigen Steigerung der Präzision auch der für die Hauptkampfinfanterie gedachten Waffen (Linieninfanterie musste nicht mit besonders präzisen Gewehren ausgerüstet werden), ermöglichte ein so dichtes Feuer, dass die Soldaten ihm ausweichen mussten, wenn sie überhaupt zum Einsatz kommen wollten. Auch die Verbesserung der Feldartillerie und spätestens die Einführung der ersten Schnellfeuerwaffen ließ die Aufstellung in einem taktischen Körper auf offenem Feld und in Reichweite des Gegners praktisch selbstmörderisch werden.
Bereits zur Hochzeit der Linieninfanterie kämpften einige Truppen des „kleinen Krieges“, zum Beispiel Jäger, in lockerer Formation, dabei Deckung suchend und mit präzisen Waffen gezielt schießend. Die Hauptkampfformation lockerte sich in Angleichung dessen immer mehr auf, die Linieninfanterie wandelte sich zur Schützenlinie, die zunehmend auch aus der Deckung heraus kämpfte.
Heute werden taktische Körper nicht mehr eingesetzt. Es hat sich gezeigt, dass mit ausreichend präzisen Waffen ausgerüstete Infanterie grundsätzlich effektiver ist, wenn sie gezielt und aus sicherer Deckung heraus schießt. Eine Fülle neuer Infanterietaktiken hat den Kampf innerhalb des späten 19. und 20. Jahrhunderts grundlegend geändert.